# Милан Томић (правник)
Милан Томић (Јегинов Луг, 2. јули 1946) српски и босанскохерцеговачки је правник, универзитетски професор и бивши декан Правног факултета Универзитета у Источном Сарајеву. Члан је Сената Републике Српске.

## Биографија
Рођен је у Јегиновом Лугу 1946. године. Право је дипломирао 1975. на Правном факултету у Сарајеву као најбољи студент генерације, а исте године је изабран за асистента на Катедри економских наука. Магистрирао је 1980. на Правном факултетуту Универзитета у Београду на тези "Марксова теорија економских криза", а докторску тезу на тему "Општа криза капитализма" одбрано је 1987. на Правном факултету Универзитета у Новом Саду. На Правном факултету Универзитета у Источном Сарајеву, са повременим прекидима, ради од 2000. године. У звање редовног професора на ужој научној области Теоријска економија и монетарна економија изабран је 2004. године. Држао је наставу из предмета Основи економије и Финансије и финансијско право, а предавао је и на Економском факултету у Брчком. Јуна 2011. године ангажован је и на Правном факултету Универзитета у Бањој Луци. Два пута узастопно је обављао функцију продекана за финансије на Правном факултету у Сарајеву, функцију продекана Економског факултета у Брчком (1997), био предсједник Савјета, а онда у два мандата и декан истог факултета. Од 2010. године па до 2014. године, обавља функцију декана на Правном факултету Универзитета у Источном Сарајеву.
Био је и члан Међународне арбитражне комисије у Привредној комори Републике Српске, предсједник Арбитражне комисије у процесу приватизације у Брчко Дистрикту БиХ, члан Удружења правника Републике Српске, а 2009. и члан Сената Републике Српске. Обављао је и функцију предсједника Скупштине Брчко дикстрикта (2004—2008).

## Дела
- Увод у политичку економију, Економски факултет, Брчко, (2002)
- Политичка економија – законитости тржишне привреде, Универзитет у Источном Сарајеву, Економски факултет у Брчком, Брчко, (2002)
- Савремена политичка економија, Универзитет у Источном Сарајеву, Економски факултет у Брчком, Брчко, (2003)
- Водич кроз бизнис план – пут до бизнис плана и његова реализација, ГИП „Графопапир“ Шабац, (2004)
- Основи економије (коаутор Слободан Бабић), Економски факултет у Брчком, (2011)